# زبان لومبارد
زبان لومبارد زبانی است هندواروپایی از شاخه زبان‌های رومی‌تبار که در اروپا بیش از سه و نیم میلیون نفر گویشور دارد. این زبان در مناطق شمالی ایتالیا و و نیز کشور سوئیس رایج است. این زبان به گویش‌های متعددی شامل می‌شود. این زبان به دو گویش لومبارد شرقی و لومباردغربی تقسیم می‌شود. زبان گالی-سیسیلی نیز گاهی گویشی از لومبارد معرفی شده‌است.
به این نکته توجه کنید که زبان لومبارد از زبان لومباردی متفاوت است. زبان لومبارد از خانواده زبان های رومی تبار است که در ایتالیا و سوئیس گویش می‌شود اما زبان لومباردی زبانی ژرمنی است که فقط در ایتالیا گویشور دارد.